# 石牆國家紀念區
石牆國家紀念區（英語：Stonewall National Monument）是位於美國紐約市下曼哈頓格林尼治村的一個國家紀念區，面積7.7-英畝（3.1-公頃）。在LGBT平權運動中有重要地位石牆酒吧位於這一地區。石牆酒吧在2016年6月24日成為國家紀念區，是美國首個有關LGBT權益的國家紀念區。

## 外部連結

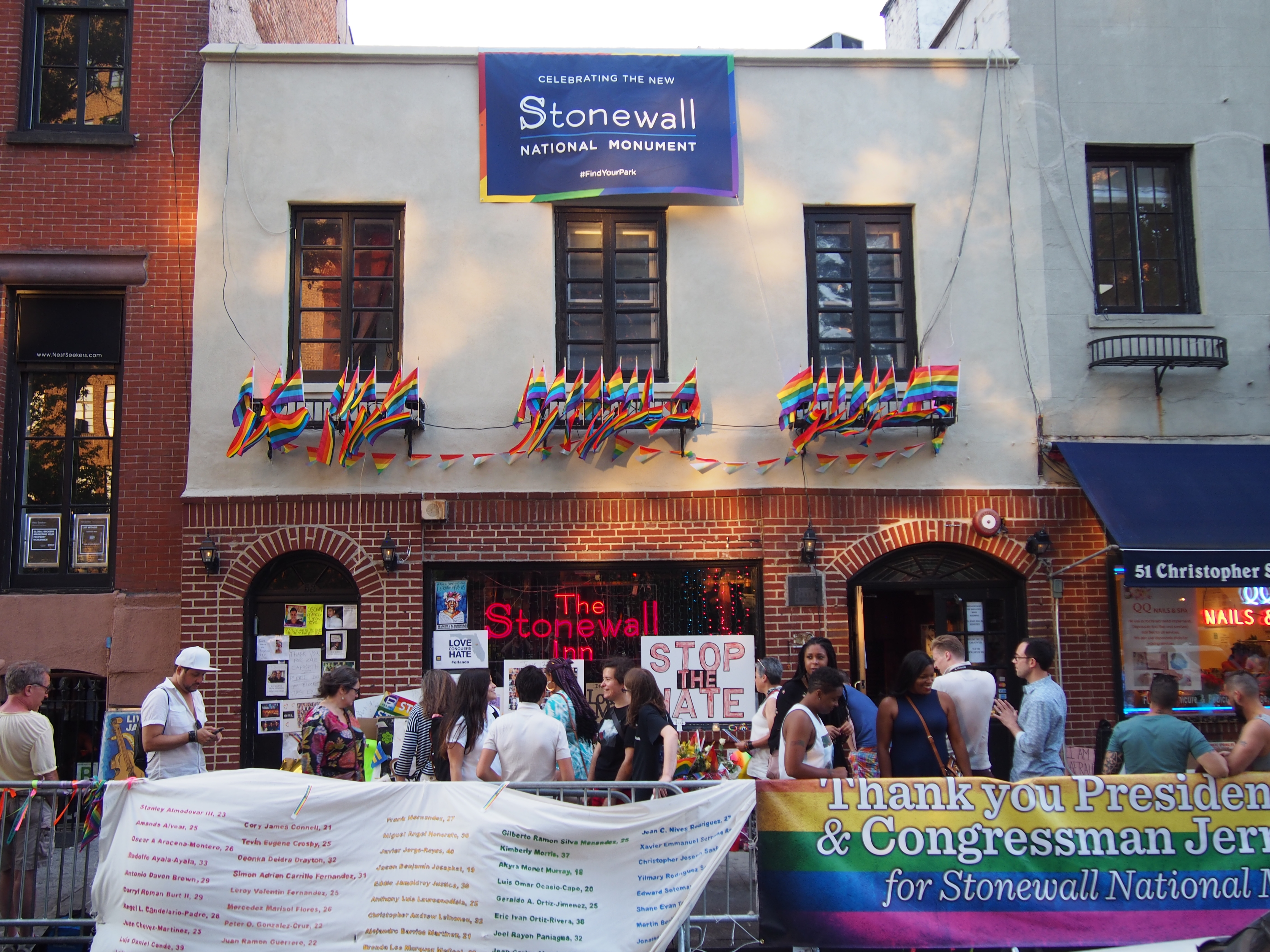
石牆酒吧

- "President Obama Designates Stonewall National Monument" （页面存档备份，存于） (official announcement from White House Press Office)
- YouTube上的Announcing the Stonewall National Monument
- Official website （页面存档备份，存于） at the National Park Service